# Nicolás Avellaneda
Nicolás Remigio Aurelio Avellaneda Silva, född 1837 i Tucumán, död 1885, var en argentinsk politiker och journalist samt landets president mellan 1874 och 1880. Avellanedas stora insatser var inom finans- och utbildningspolitiken som ledde till Argentinas ekonomiska tillväxt.
Avellanadas far var guvernör i provinsen Tucumán. Då han mördades av Juan Manuel de Rosas 1842 tvingades Avallanada i landsflykt men kom tillbaka 1852 då de Rosas föll. Han blev juris doktor 1858, och arbetade då med journalistik och blev direktör för Argentinas största tidning, "El Nacional". 1860 blev han deputerad för Buenos Aires samt 1861 professor och lärare i ekonomi vid universitetet i staden.
Under Adolfo Alsinas regering i Buenos Aires provinsen hade han 1866 en ministerpost och under Domingo Sarmiento var han justitie-, kultur- och utbildningsminister. Under den perioden utvecklade han utbildningsväsendet till det bästa i Sydamerika.
Efter att ha krossat sin motkandidat med vapen blev Avellaneda president 1874. Han styrde landet med kraft och skapade sin kontroll av landet genom erövringen av ödemarken och utbyggnad av järnvägen samt spannmåls- och matexport och den europeiska immigrationen, framför allt till Patagonien. Under hans tid som president påverkades Argentina allvarligt av den så kallade "långa depressionen" (1873–1896) som försatte landet i ekonomisk kris. Han beslutade sig för att ta landet ur krisen och sade att, om det behövdes så skulle han "/.../ betala med det argentinska folkets hunger och törst".
1880 genomdrev han general Julio Argentino Rocas val till president, sedan han hade slagit tillbaka ett uppror mot utnämningen i Buenos Aires.
Avallaneda som därefter var senator avled 1885 på en hemresa från Europa.
Avellaneda var även en produktiv författare och hans arbeten har publicerats i 12 volymer.
Han var den yngste argentinske presidenten genom tiderna.